# Jiří Payne

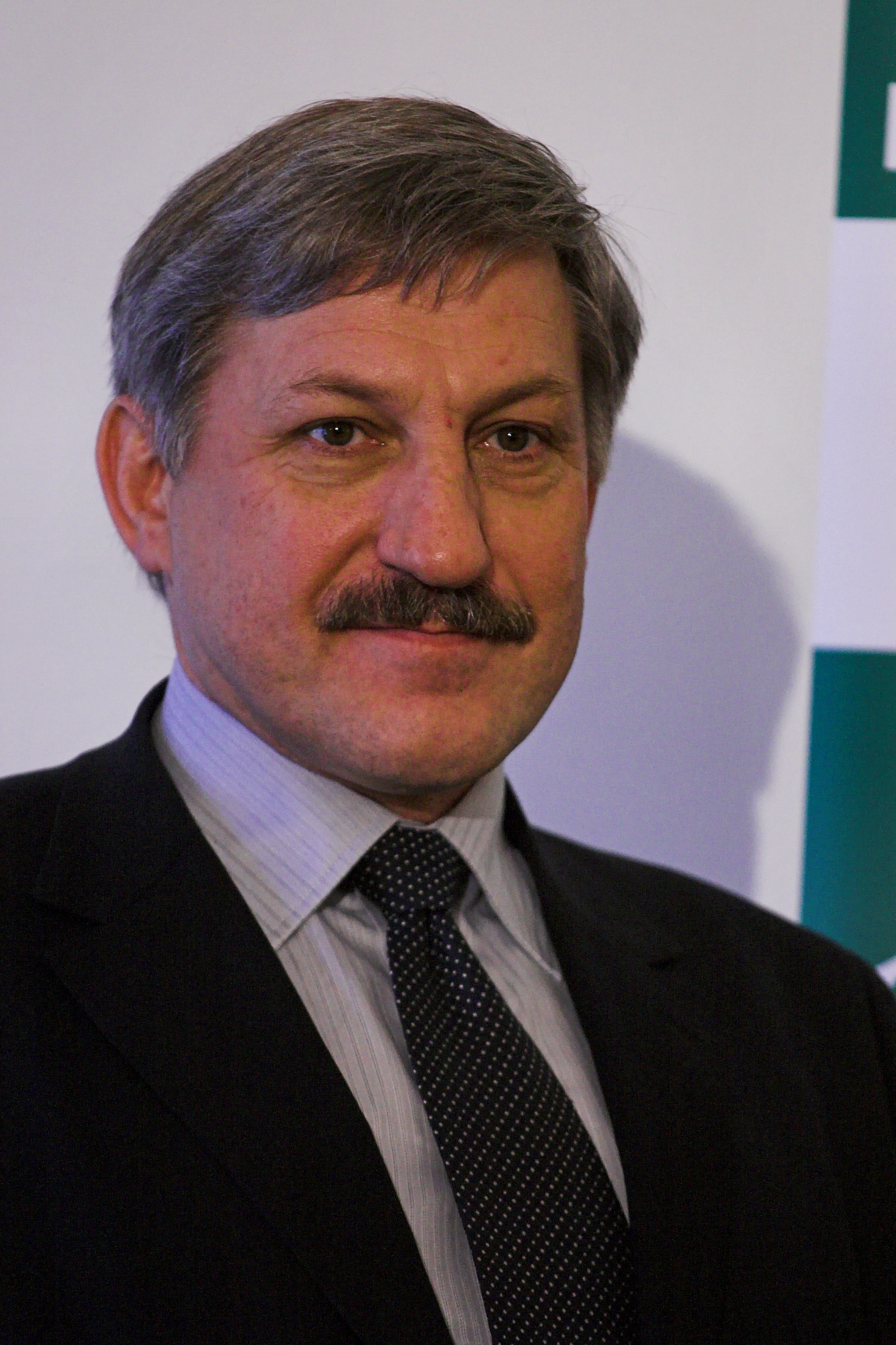
Jiří Payne (2009)

Jiří Tomáš Payne (* 7. Juli 1956 in Prag) ist ein tschechischer Politiker des Bürgerforums OF (Občanské fórum), der Demokratischen Bürgerpartei ODS (Občanská demokratická strana) sowie zuletzt der Partei der freien Bürger SSO (Strana svobodných občanů).

## Leben
Payne, Sohn von Harry Donald Payne und Božena Bouckova, absolvierte nach dem Schulbesuch ein Studium an der Mathematisch-Physikalischen Universität der Karls-Universität und erwarb dort 1981 einen Doktor der Naturwissenschaften. Anschließend war er zwischen 1982 und 1985 als Computerprogrammierer und Lektor für Computerprogramme bei DM Servis. Aufgrund seiner regimekritischen Haltung stand er unter Beobachtung der tschechoslowakischen Staatssicherheitsbehörde (Státní bezpečnost) und musste später von 1987 bis 1990 als Heizer bei TJ Praha arbeiten. 1989 nahm er an Aktionen während der Samtenen Revolution teil und engagierte sich im Komitee für die Verteidigung der zu Unrecht Verfolgten VONS (Výbor na obranu nespravedlivě stíhaných).
Zu dieser Zeit trat Payne auch dem Bürgerforums OF (Občanské fórum) bei, das er zwischen dem 7. Juni 1990 und dem 31. Dezember 1992 im Tschechischen Nationalrat (Česká národní Rada) vertrat. 1991 wechselte er als Mitglied zur Demokratischen Bürgerpartei ODS (Občanská demokratická strana) und wurde für diese am 1. Januar 1993 Mitglied im Abgeordnetenhaus des Parlaments der Tschechischen Republik (Poslanecká sněmovna Parlamentu České republiky), das aus dem Nationalrat hervorgegangen war, und gehörte diesem bis zum 20. Juni 2002 an. Während dieser Zeit war er zwischen 1993 und 1996 Vorsitzender des Auswärtigen Ausschusses und danach von 1996 bis 1997 stellvertretender Verteidigungsminister. Im Anschluss wurde er stellvertretender Vorsitzender des Auswärtigen Ausschusses des Abgeordnetenhauses und darüber hinaus Vorsitzender der Ständigen Delegation in der Parlamentarischen Versammlung der NATO. Des Weiteren übernahm er 1997 das Amt des Präsidenten der Tschechisch-US-amerikanischen Freundschaftsgesellschaft. Er war später vom 14. Februar 2009 bis zum 7. Dezember 2015 stellvertretender Vorsitzender der Partei der freien Bürger SSO (Strana svobodných občanů).
Aus seiner 1982 geschlossenen, später geschiedenen Ehe mit Halka Kuscynska gingen zwei Söhne und eine Tochter hervor.